# Erfelden
Erfelden is een plaats in de Duitse gemeente Riedstadt, deelstaat Hessen, en telt 3934 inwoners (2007).